# Lecanipa
Lecanipa là một chi ruồi trong họ Tachinidae. 

## Các loài
- Lecanipa bicincta (Meigen, 1824)[6]
- Lecanipa leucomelas (Meigen, 1824)[6]